# Bonnie Bartlett
Bonnie Bartlett (Wisconsin Rapids, Wisconsin, 20 de junio de 1929) es una actriz estadounidense cuya carrera actoral se extiende por más de 60 años. Conocida principalmente por su papel de Ellen Craig en el drama médico St. Elsewhere, donde actuó como esposa de su marido en la vida real William Daniels, y cuyo papel la hizo acreedora de dos Premios Primetime Emmy a la mejor actriz de reparto en una serie dramática en 1986 y 1987.

## Primeros años
Bartlett nació en Wisconsin Rapids, Wisconsin, hija de Carrie Archer y Elwin Earl Bartlett, y se crio en Moline, Illinois. Su padre era vendedor de seguros y actor fracasado y Bartlett estaba decidida a hacer realidad su sueño.
En 1947, se graduó de la Moline High School.

## Carrera
Bartlett estudió actuación con Lee Strasberg y se inició en la televisión interpretando a la heroína Vanessa Dale Raven en la telenovela Love of Life de 1955 a 1959, reemplazando a la actriz Peggy McCay. También tuvo un papel anterior en el programa, en el que interpretó brevemente el personaje de Ellie Crown. Luego pasó a papeles nocturnos en la década de 1960.
Durante varios años, Bartlett aceptó solo pequeñas apariciones como invitada en programas como The Golden Girls, Gunsmoke, The Rockford Files y The Waltons, así como un papel recurrente como Grace Snider Edwards en Little House on the Prairie de 1974 a 1977. Su carrera se recuperó considerablemente en la década de 1980, participando de la miniserie V y North and South: Book II.

### St. Elsewhere
Sin embargo, su papel más conocido fue el de Ellen Craig en St. Elsewhere de la NBC. Inicialmente un personaje secundario, esposa del Dr. Mark Craig (interpretado por su esposo en la vida real William Daniels), adquirió mayor prominencia en la tercera temporada cuando el drama incluyó los problemas matrimoniales de la pareja ficticia. La historia se profundizó en la siguiente temporada cuando su hijo muere en un accidente automovilístico y deben criar a su nieta. Bartlett ganó dos premios Emmy consecutivos a la mejor actriz de reparto en una serie dramática y durante la quinta temporada pasó a ser parte del elenco regular de la serie. Durante esta temporada y la siguiente se incluyó dentro de la trama el divorcio de Ellen y Mark y su lenta reconciliación tras la pérdida de su nieta en una disputa por la custodia con su madre biológica.
Bartlett y su esposo William Daniels hicieron historia en los premios Emmy de 1986 cuando se convirtieron en la segunda pareja de casados en la vida real en ganar premios de actuación esa misma noche. Alfred Lunt y Lynn Fontanne lograron la hazaña por primera vez en la ceremonia de 1965. Más tarde volverían a actuar juntos de nuevo cuando interpretó a una decana de la universidad que empleó al personaje de su esposo, en una temporada de la serie de la ABC de Daniels, Boy Meets World, y sus personajes se casaron más tarde.

### Últimos trabajos
Cuando St. Elsewhere terminó en 1988, la carrera de Bartlett se trasladó a una amplia variedad de apariciones como estrella invitada, incluidos papeles importantes en Wiseguy como una matriarca dura y corrupta de un negocio de aguas residuales; como Andrea Drey, secretaria general de la Organización de los Océanos de la Tierra Unida (UEO) en seaQuest DSV; como Lucille Taylor en Home Improvement; y en ER como Ruth Katherine Greene, madre del personaje del Dr. Mark Greene. El último papel cinematográfico de Bartlett hasta la fecha fue en la película Valediction.

## Vida personal
Bartlett conoció a su esposo, el actor William Daniels en la Universidad Northwestern. Se casaron el 30 de junio de 1951. Ambos participaron de la Directiva del Sindicato de Actores de Cine.
En 1961, dio a luz a un hijo, que murió 24 horas después. Adoptaron a dos hijos: Michael, que se convirtió en asistente de dirección y director de escena en Los Ángeles, y Robert, que se convirtió en artista y diseñador de gráficos por computadora con sede en la ciudad de Nueva York.
Bartlett es parte del Salón de la Fama del Moline High School, de donde egresó en su juventud.

## Filmografía

### Cine
| Año  | Título                  | Rol                 |
| ---- | ----------------------- | ------------------- |
| 1976 | The Last Tycoon         | Secretaria de Brady |
| 1979 | California Dreaming     | Melinda Brooke      |
| 1979 | Promises in the Dark    | Enfermera Farber    |
| 1988 | Twins                   | Mary Ann Benedict   |
| 1993 | Dave                    | Senadora            |
| 1995 | The Grass Harp          | Sra. Buster         |
| 1996 | Shiloh                  | Sra. Wallace        |
| 1996 | Ghosts of Mississippi   | Billie DeLaughter   |
| 1998 | Primary Colors          | Martha Harris       |
| 1999 | Shiloh 2: Shiloh Season | Sra. Wallace        |
| 2006 | Shiloh 3: Saving Shiloh | Sra. Wallace        |
| 2012 | Valediction             | Anabell             |

### Televisión
| Año       | Título                              | Rol                          | Notas |
| --------- | ----------------------------------- | ---------------------------- | --- |
| 1951      | Love of Life                        | Ellie Crown                  | Cantidad de episodios desconocido |
| 1955–1959 | Love of Life                        | Vanessa Dale Raven           | Cantidad de episodios desconocido |
| 1965      | The Patty Duke Show                 | Miss Castle                  | Episodio: "My Cousin the Heroine" |
| 1969      | The Jackie Gleason Show             | Donna Douglas                | Episodio: "The Honeymooners: The Honeymoon Is Over" |
| 1973      | Emergency!                          | Eunice Evans                 | Episodio: "Computer Error" |
| 1974      | Gunsmoke                            | Maylee Baines                | Episodio: "The Foundling" |
| 1974–1979 | Little House on the Prairie         | Grace Snider Edwards         | 26 episodios |
| 1974      | The Waltons                         | Martha Rudge                 | Episodio: "The Car" |
| 1974      | Gunsmoke                            | Agnes Benton                 | Episodio: "In Performance of Duty" |
| 1975      | Kojak                               | Joan Milner                  | Episodio: "The Good Luck Bomber" |
| 1975      | The Legend of Lizzie Borden         | Sylvia Knowlton              | Película para televisión |
| 1976      | The Rockford Files                  | Casey Patterson              | Episodio: "The Oracle Wore a Cashmere Suit" |
| 1977      | Washington: Behind Closed Doors     | Joan Bailey                  | 2 episodios |
| 1977      | Killer on Board                     | Debra Snowden                | Película para televisión |
| 1979      | Hart to Hart                        | Myra Bensinger               | Episode: "Murder Between Friends" |
| 1979      | Salem's Lot                         | Ann Norton                   | Película para televisión |
| 1980      | Rape and Marriage: The Rideout Case | Norma Joyce                  | Película para televisión |
| 1980      | Barney Miller                       | Ellen Milford                | Episodio: "The Delegate" |
| 1981      | ABC Afterschool Specials            | Miriam Scott                 | Episodio: "She Drinks a Little" |
| 1981      | Knots Landing                       | Dra. Ruth West               | Episodio: "Critical Condition" |
| 1981      | A Long Way Home                     | JoAnn Booth                  | Película para televisión |
| 1982–1988 | St. Elsewhere                       | Ellen Craig                  | 70 episodios Primetime Emmy a la mejor actriz de reparto - Serie dramática (1986–87) Viewers for Quality Television a la mejor actriz de reparto en una serie dramática de calidad (1987) Nominación—Primetime Emmy a la mejor actriz de reparto - Serie dramática (1988) |
| 1982      | Barney Miller                       | Emily Loftis                 | Episodio: "Inquiry" |
| 1982      | Lou Grant                           | Claire                       | Episodio: "Unthinkable" |
| 1983      | V                                   | Lynn Bernstein               | 2 episodio |
| 1985      | Hotel                               | Olga Petrovsky               | Episodio: "Passports" |
| 1986      | The Deliberate Stranger             | Louise Bundy                 | Película para televisión |
| 1987      | Right to Die                        | Lillian                      | Película para televisión |
| 1988      | The Golden Girls                    | Barbara Thorndyke            | Episodio: "Dorothy's New Friend" |
| 1989      | Matlock                             | Lorraine Maslin              | Episodio: "The Blues Singer" |
| 1989      | Murder, She Wrote                   | Marilyn North                | Episodio: "Seal of the Confessional" |
| 1989–1990 | Midnight Caller                     | Hillary Townsend-King        | 4 episodio |
| 1990      | The Great Los Angeles Earthquake    | Anita Parker                 | |
| 1990      | Wiseguy                             | Harriet Weiss                | 2 episodios |
| 1992      | L.A. Law                            | Gloria Lee                   | Episodio: "Diet, Diet My Darling" |
| 1992      | Room for Two                        | Francine Luboff              | Episodio: "Pilot" |
| 1992      | I'll Fly Away                       | Beth Lekatzis                | Episodio: "Fragile Truths" |
| 1994      | SeaQuest DSV                        | Secretary General of the UEO | Episodio: "The Last Lap at Luxury" |
| 1995–1998 | Home Improvement                    | Lucille Taylor               | 5 episodios |
| 1996      | The Faculty                         | Katherine                    | Episodio: "Bus Stop" |
| 1997–1999 | Boy Meets World                     | Dean Bolander                | 5 episodios |
| 1997–1998 | ER                                  | Ruth Greene                  | 2 episodios |
| 1997–1999 | The Practice                        | Joanne Oz                    | 2 episodios |
| 1997      | Touched by an Angel                 | Emily                        | Episodio: "Venice" |
| 1997      | Sleeping with the Devil             | Stasha Dubrovich             | Película para televisión |
| 1998      | Stargate SG-1                       | Linea                        | Episodio: "Prisoners" |
| 1999–2002 | Once and Again                      | Barbara Brooks               | 7 episodios |
| 2000      | Touched by an Angel                 | Lucy Scribner                | Episodio: "The Grudge" |
| 2002      | Firefly                             | Patience                     | Episodio: "Serenity" |
| 2002      | Strong Medicine                     | Edna Carlyle                 | Episodio: "Discharged" |
| 2003      | Touched by an Angel                 | Loretta                      | Episodio: "And a Nightingale Sang" |
| 2004      | NCIS                                | Dra. Sylvia Chalmers         | Episodio: "My Other Left Foot" |
| 2005      | Huff                                | Margaret                     | Episodio: "All the King's Horses" |
| 2006      | Boston Legal                        | Marguerite Hauser            | Episodio: "Shock and Oww!" |
| 2006      | General Hospital                    | Miriam Spinelli              | 2 episodios |
| 2008      | Grey's Anatomy                      | Patient Rosie Bullard        | Episodio: "Rise Up" |
| 2012      | Of Two Minds                        | Kathleen                     | Película para televisión |
| 2013      | Parks and Recreation                | Paula Horke                  | Episodio: "Women In Garbage" |
| 2017      | Better Call Saul                    | Helen                        | 2 episodios |